# Rheotanytarsus magnini
Rheotanytarsus magnini är en tvåvingeart som beskrevs av Cloutier och Harper 1986. Rheotanytarsus magnini ingår i släktet Rheotanytarsus och familjen fjädermyggor. Inga underarter finns listade i Catalogue of Life.